# Karel Effa
Karel Effa, född 23 maj 1922 i Prag, död där 11 juni 1993, var en tjeckisk (tjeckoslovakisk) skådespelare, musiker och kompositör. Han var under många år engagerad vid musikaliska teatern Karlín i Prag. Han spelade på scen ofta komiska roller med musikaliska färdigheter, exempelvis i operetter. Han medverkade också i många filmer.

## Filmografi, urval
- 1952 – Den stolta prinsessan
- 1959 – Prinsessan med den gyllene stjärnan
- 1962 – Baron Prášil
- 1964 – Lemonade Joe
- 1964 – En narrkrönika
- 1966 – Kdo chce zabít Jessii?
- 1967 – Luftskeppet
- 1968 – Šíleně smutná princezna
- 1971 – Pane, vy jste vdova!
- 1972 – Pan Tau (TV-serie)
- 1978 – Nick Carter - världens deckare
- 1981 – Nemocnice na kraji města
- 1984 – Amadeus
- 1985 – Perinbaba
- 1988 – Hamster i nattskjorta (TV-serie)